# Mitrella gausapata
Mitrella gausapata är en snäckart som beskrevs av Gould 1850. Mitrella gausapata ingår i släktet Mitrella och familjen Columbellidae. Inga underarter finns listade i Catalogue of Life.